# Johann Rumeschottel

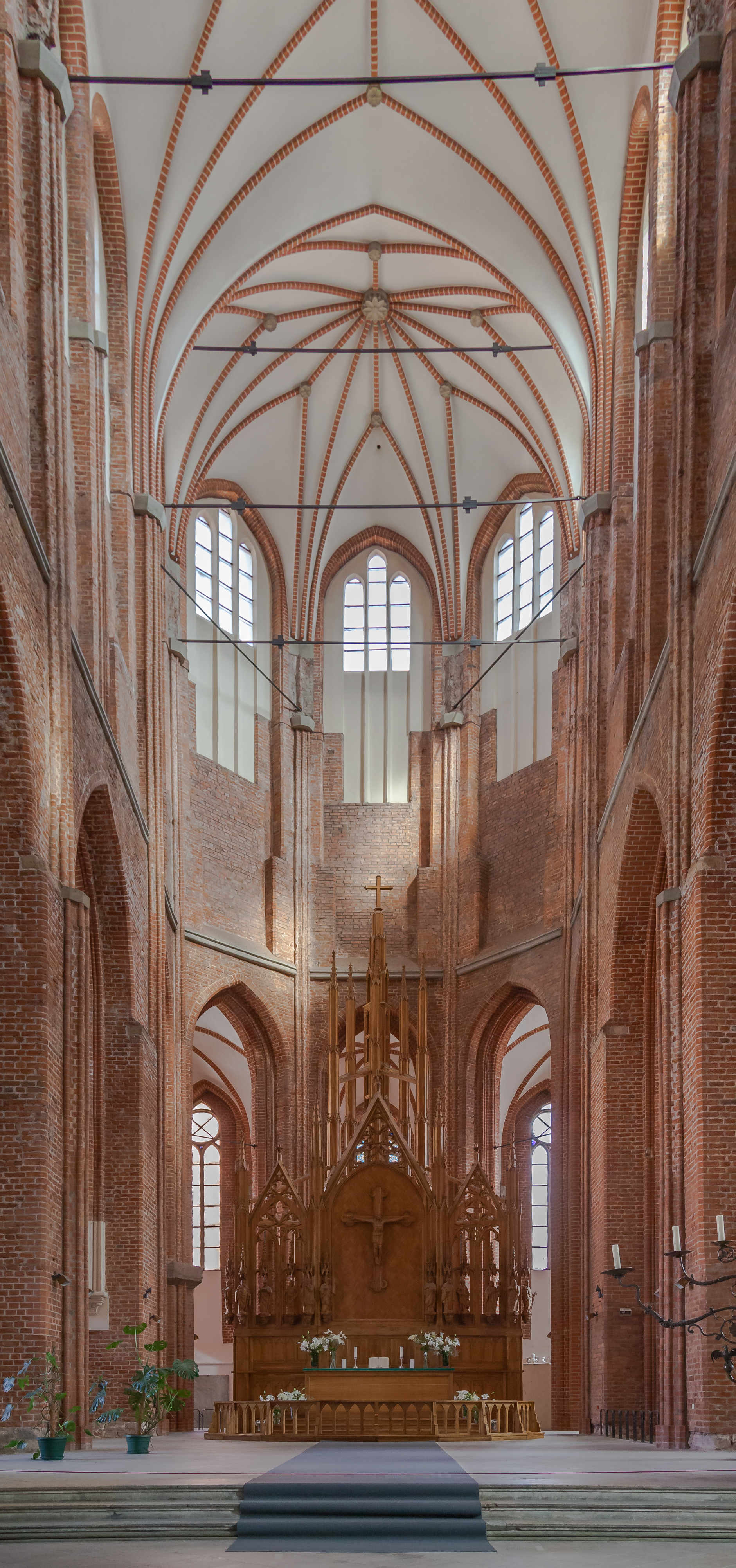
Chor von St. Petri in Riga

Johann Rumeschottel, auch Johann Rumescotel (bl. 1406 – 1409) war ein Baumeister aus Rostock.

## Leben
Rumeschottel war der Sohn des Baumeisters Kersten Rumeschottel, der möglicherweise den Bau des Schweriner Domes leitete. In den Jahren 1406 bis 1409 baute er den Hauptchor mit Deambulatorium in der Petrikirche in Riga. Dabei standen ihm zwei Gesellen zur Seite, zum einen ein Hinrik Hauerbeke und zum anderen sein Sohn Kersten Rumeschottel. Als Vorbild diente ihm dabei der Chor der Marienkirche in Rostock und des Doberaner Münsters. Der Bau wurde aber unterbrochen und erst ab 1466 mit anderen Bauplänen zu Ende geführt.